# Загребайловка (Башкортостан)
Загребайловка — упразднённая деревня Денисовского сельсовета Мелеузовского района Башкирской АССР. Точная дата упразднения неизвестна.

## География
Находилось на юге республики, в пределах Прибельской увалисто-волнистой равнины, у истока реки Мекатевли.

## Географическое положение
Расстояние, по данным на 1969 год, до:
- районного центра (Мелеуз): 17 км,
- центра сельсовета (Богородское): 4 км,
- ближайшей ж/д станции (Мелеуз): 17 км.

## История
На 1912—1913 годы зафиксирована в составе Мелеузовской волости; проживали в 32 наличных хозяйствах 203 крестьянина: переселенцы-собственники, национальность малороссы.
Указом Президиума Верховного Совета БАССР от 31.10.1960 г. были внесены изменения в административно-территориальное устройство Мелеузовского района — Воздвиженка, Загребайловка и Михайловка Шевченковского с/с были переведены в состав Денисовского с/с.

## Население
К 1913 году проживали 203 человека, из них мужчин — 105, женщин — 98, национальность малороссы.
По данным на 1 января 1969 года проживало 92 человека, преимущественно русские.

## Инфраструктура
В 1930-х действовал колхоз «Пролетариат».

## Транспорт
Просёлочная дорога до деревни Михайловка.